# Setaphis villiersi
Setaphis villiersi är en spindelart som först beskrevs av Denis 1955.  Setaphis villiersi ingår i släktet Setaphis och familjen plattbuksspindlar. Inga underarter finns listade i Catalogue of Life.